# Хараулахский хребет
Хараула́хский хребе́т — горный хребет в Якутии, расположенный вдоль правого берега Лены, в системе Верхоянского хребта. Параллельно основному хребту к западу протягивается хребет Туора-Сис, к востоку — Приморский кряж. 
Всего несколько отдельных горных хребтов, как то Бырранга на Таймырском полуострове, горы Сыверма, Верхоянский и Хараулахский хребты, разнообразят монотонную поверхность здешних низин.
 — писал князь П. А. Кропоткин.
Длина Хараулахского хребта составляет 350 км. Высоты понижаются с юга на север от 1200 до 400 м, максимальная достигает 1429 м. Поверхность сильно расчленена долинами притоков Лены. Преобладает горно-тундровая растительность. По долинам западного склона — лиственничные редколесья. Хребет сложен песчаниками, аргиллитами, глинистыми сланцами, местами эффузивными породами.
Блестящее поэтическое описание суровых красот Хараулахского хребта дал в своём стихотворении «В горах Хараулаха» географ-энциклопедист П. Л. Драверт:

Здесь мало знакомых растений, 

Цветов ароматных здесь нет, 

Узлы сероватых сплетений 

Косятся угрюмо на свет. 

и т. д.